# Бен Кингсли
Сър Бен Кингсли (на английски: Ben Kingsley) е британски актьор. 

## Биография
Кришна Банджи се ражда на 31 декември 1943 в Скарбъро, Северен Йоркшир, Англия, но отраства в Далфорд. Баща му е Рахимтула Харджи Банджи, лекар от индийски произход, роден в Кения, а майка му Ана Лина Мари – родена в Англия актриса и модел от европейско-еврейски произход.
Прочува се с ролята си на Махатма Ганди във филма „Ганди“ (1982) на режисьора Ричард Атънбъро, която му носи „Оскар“ за най-добра мъжка роля. Печелил е също така „Сатурн“, две награди „Златен глобус“ и две награди на БАФТА, номиниран е за четири награди „Еми“. Известен е и с участието си във филмите „Списъкът на Шиндлер“ (1993), „Бъгси“ (1991), „Къща от пясък и мъгла“ (2003), „Оливър Туист“ (2005), „Принцът на Персия: Пясъците на времето“, „Психиатрия Стоунхърст“ и други. От 2010 г. има звезда на Холивудската алея на славата.
Бен Кингсли е рицар-бакалавър от 2002 г. заради приноса му към британската филмова индустрия.

## Избрана филмография
| Година | Филм                                   | Оригинално заглавие                 | Роля                          | Режисьор         |
| ------ | -------------------------------------- | ----------------------------------- | ----------------------------- | ---------------- |
| 1982   | Ганди                                  | Gandhi                              | Махатма Ганди                 | Ричард Атънбъро  |
| 1991   | Бъгси                                  | Bugsy                               | Майер Лански                  | Бари Левинсън    |
| 1993   | Дейв                                   | Dave                                | Гари Нанс                     | Айван Райтман    |
| 1993   | Списъкът на Шиндлер                    | Schindler's List                    | Ицхак Щерн                    | Стивън Спилбърг  |
| 2000   | Секси чудовище                         | Sexy Beast                          | Дон Логан                     | Джонатан Глейзър |
| 2001   | Изкуствен интелект                     | A.I. Artificial Intelligence        | разказвач                     | Стивън Спилбърг  |
| 2006   | Корпорация Война                       | War, Inc.                           | Уолкън                        | Джошуа Сефтъл    |
| 2008   | Транссибирски                          | Transsiberian                       | Иля Гринко                    | Брад Андерсън    |
| 2010   | Злокобен остров                        | Shutter Island                      | Доктор Джон Коули             | Мартин Скорсезе  |
| 2010   | Принцът на Персия: Пясъците на времето | Prince of Persia: The Sands of Time | Низам                         | Майк Нюъл        |
| 2011   | Изобретението на Хюго                  | Hugo                                | Жорж Мелиес                   | Мартин Скорсезе  |
| 2013   | Железният човек 3                      | Iron Man 3                          | Тревър Слатъри / (Мандаринът) | Шейн Блек        |
| 2013   | Играта на Ендър                        | Ender's Game                        | Мейзър Ракъм                  | Гавин Худ        |
| 2014   | Изход: Богове и царе                   | Exodus: Gods and Kings              | Нун                           | Ридли Скот       |
| 2015   | Без/смъртен                            | Self/less                           | Демиън Хейл                   | Тарсем Сингх     |
| 2015   | The Walk: Живот на ръба                | The Walk                            | татко Руди                    | Робърт Земекис   |
| 2015   | Книга за джунглата                     | The Jungle Book                     | Багира                        | Джон Фавро       |